# Alejandro García Padilla
Alejandro Javier García Padilla (Ponce, Puerto Rico, 3 de agosto de 1971) es un político y abogado puertorriqueño y naturalizado español que fue secretario del Departamento de Asuntos al Consumidor (DACO) bajo el segundo gobierno compartido en Puerto Rico liderado por Aníbal Acevedo Vilá entre 2005 y 2009, fue senador por Acumulación entre 2009 y 2013; y por último fue el décimo gobernador electo del Estado Libre Asociado de Puerto Rico bajo la insignia del Partido Popular Democrático entre 2013 y 2017.
García se postuló como candidato del PPD a la Gobernación de Puerto Rico (para el periodo 2013-2017) en las elecciones generales del 6 de noviembre de 2012 resultando victorioso con una minoría de los votos; derrotando al candidato y gobernador en funciones, Luis Fortuño.

## Primeros años
Alejandro Javier García Padilla nació el 3 de agosto de 1971 en el pueblo de Ponce en Puerto Rico. Es el más joven de los seis hermanos García Padilla. Asistió al Colegio Nuestra Sra. de Valvanera para sus estudios de escuela superior. Después de la secundaria, obtuvo su bachillerato en Ciencias Políticas y Economía en la Universidad de Puerto Rico, Recinto de Río Piedras. Más tarde obtuvo el grado de Juris Doctor de la Facultad de Derecho de la Universidad Interamericana de Puerto Rico. García Padilla tiene ascendencia asturiana.

## Trayectoria política
En enero de 2005, García Padilla fue confirmado como secretario del Departamento de Puerto Rico en Asuntos del Consumidor (DACO) bajo la administración del exgobernador Aníbal Acevedo Vilá. En 2007, García Padilla renunció a su cargo como secretario y anunció que se postularía para senador. En las elecciones generales de 2008, recibió el mayor número de votos entre todos los candidatos a senadores por acumulación. Después de la elección, fue seleccionado por José Dalmau Santiago, Líder Minoritario del Senado, para servir como miembro de alto nivel en varios comités, incluyendo asuntos gubernamentales, Seguridad Pública y Asuntos Judiciales.
El 6 de marzo de 2011, García Padilla anunció sus planes de postularse para gobernador de Puerto Rico en 2012. También anunció su candidatura a la presidencia del Partido Popular Democrático, corriendo sin oposición, y asumió el cargo el 4 de abril de 2011. El 26 de octubre de 2011, nombró a Rafael Cox Alomar como su compañero de fórmula para Comisionado Residente, en sustitución de Héctor Ferrer Ríos, quien se retiró de la contienda por el Congreso con el fin de funcionar como candidato del PPD a la alcaldía de San Juan. El 6 de noviembre de 2012 logra ganar las elecciones para la gobernación de Puerto Rico. García Padilla argumenta que quiere trabajar para bajar la tasa de desempleo, resolver problemas con la Autoridad de Energía Eléctrica, mantener la Universidad de Puerto Rico como un sistema público que defiende los derechos de los estudiantes, entre otros aspectos importantes de Puerto Rico como el alto costo del petróleo. Una de las mayores propuestas de gobernación de García Padilla de paso a su elección lo fue la creación de 30 000 empleos en dieciocho meses, a lo cual, a pesar de la gran crisis económica del país, decide implementar enmiendas para desarrollar el proyecto, dándole incentivos a las empresas privadas para la contratación de nuevos empleados.
El 14 de diciembre de 2015, anunció que no aspirará a la reelección para la gobernación por el Partido Popular Democrático de Puerto Rico (PPD).

## Gobernación
El 6 de noviembre de 2012 Alejandro García Padilla es electo como nuevo gobernador del Estado Libre Asociado de Puerto Rico cuyo mandato sería efectivo el 2 de enero de 2013. En dichos comicios el Partido Popular Democrático también logró obtener 28 de 51 escaños en la Cámara de Representantes, 18 de 27 en el Senado y la victoria en la mayoría de las alcaldías.

### Críticas
Se le ha criticado por parte de la oposición política su falta de liderazgo, y que sus «pobres decisiones de política pública» en materia económica hayan degradado la calificación de crédito otorgada por la agencia Moody's a tal punto que podría llegar al nivel "bono chatarra".
Al mismo tiempo, García Padilla heredó la deuda del país en unos 70 000 millones, casi equivalente al producto bruto nacional de 100 000 millones, dejando al país en un estado de insolvencia y con «muchas menos personas empleadas de lo que ha habido nunca en nuestra historia».
También se le ha criticado la forma irregular en que varias leyes fueron aprobadas durante su gobierno, aunque estas han sido aprobadas por la mayoría en Cámara y Senado con el debido proceso de ley y vistas públicas.
El 28 de febrero de 2015, una petición fue presentada en el sitio web de la Casa Blanca We the People, pidiendo al Congreso remover al gobernador. El 19 de marzo de 2015 la petición sobrepasó las 100 000 firmas requeridas para que la Casa Blanca se comprometa a dar una respuesta oficial. La Casa Blanca respondió que no le corresponde a los Estados Unidos hacer esa destitución sino a la legislatura de Puerto Rico mediante un proceso de residenciamiento. El 8 de diciembre de 2015 Alejandro García Padilla anunció que no correría para la reelección siendo sustituido en la candidatura por su otra secretario de Estado el Dr David Bernier Rivera.

## Vida personal
Alejandro García Padilla se casó con la contadora Wilma Pastrana el 7 de abril de 2001. Tienen tres hijos: Ana, Juan Pablo y Diego. En el 26 de abril del 2022, anunciaron su separación tras 21 años de matrimonio.
Entre sus hermanos mayores, Antonio García Padilla fue presidente de la Universidad de Puerto Rico y Juan Carlos García Padilla sirve como alcalde de Coamo. Marisel García Padilla está casada con el cantante puertorriqueño Chucho Avellanet.
Otro de sus hermanos, Luis Gerardo García Padilla, fue empleado del gobierno con la Compañía Telefónica de Puerto Rico y cumplió como vip de Claro.

## Historial electoral
| Año  | Cargo                   | Tipo      | Partido | Partido | Votos   | %     | Posición | Resultado |
| ---- | ----------------------- | --------- | ------- | ------- | ------- | ----- | -------- | --------- |
| 2008 | Senador por acumulación | Generales |         | PPD     | 177,361 | 9.5   | 1.º      | Electo    |
| 2012 | Gobernador              | Generales |         | PPD     | 896,060 | 47.73 | 1.º      | Electo    |